# Тюрке, Этьенн
Этье́нн Тюрке́ (фр. Étienne Turquet; ок. 1495 Кераско или Кьери, Пьемонт — ок. 1560, Лион, Франция) — лионский купец, родоначальник производства лионского шёлка.
Уроженец Пьемонта, Тюрке первоначально торгует в Лионе специями и бархатом. С 1536 года начинает создавать в городе шелкопрядильные мастерские. Получает от городских властей право на привоз квалифицированных рабочих из Генуи, а от короля Франциска I — патента на создание коммерческой компании. Целью короля, втянутого в многолетние Итальянские войны, является ослабление своего врага путём ликвидация итальянской монополии на производство шёлка.
На созданных производствах широко используется женский и детский труд. Сам Тюрке становится руководителем предприятия.

## Источник
Patrice Béghain, Bruno Benoit, Gérard Corneloup, Bruno Thévenon. Dictionnaire historique de Lyon. Lyon : Stéphane Bachès, 2009. (ISBN 978-2-915266-65-8) Page 1333.